# Zlipotok
Zlipotok lub Zli Potok (serb. Зли Поток) – wieś w Kosowie/Serbii, w regionie Prizren, w gminie Dragaš. W 2011 roku liczyła 610 mieszkańców.